# Aglaophamus vietnamensis
Aglaophamus vietnamensis är en ringmaskart som beskrevs av Fauchald 1968. Aglaophamus vietnamensis ingår i släktet Aglaophamus och familjen Nephtyidae. Inga underarter finns listade i Catalogue of Life.